# Neuilly-le-Dien
Neuilly-le-Dien település Franciaországban, Somme megyében. Lakosainak száma 103 fő (2022. január 1.). Neuilly-le-Dien Maison-Ponthieu, Auxi-le-Château, Willencourt, Gueschart és Vitz-sur-Authie községekkel határos.

## Népesség
A település népességének változása:
| Lakosok száma | 93   | 95   | 98   | 96   | 98   | 100  | 100  | 100  | 103  |
|               | 2013 | 2015 | 2016 | 2017 | 2018 | 2019 | 2020 | 2021 | 2022 |